# Andreas Raab
Andreas Raab (* 23. Oktober 1955 in Stuttgart; † 2. Dezember 2024) war ein deutscher Politiker.

## Leben und Beruf
Nach der Schulzeit am Albert-Schweitzer-Gymnasium in Crailsheim schlug er die Laufbahn des Gehobenen Verwaltungsdienstes ein und absolvierte 1977 mit einem Prädikatsexamen als Diplom-Verwaltungswirt (FH) die Staatsprüfung an der Fachhochschule für öffentliche Verwaltung in Stuttgart.
Raab hatte vier erwachsene Kinder und lebte mit seiner Ehefrau Ingeborg in Dinkelsbühl in einem fünfhundert Jahre alten Baudenkmal. Er war befreundet mit dem Schriftsteller Gerhard Raff und verfasste zwei Mundartbücher (u. a. D'Kloba send scho drenna, Merklingen 1991).
Ingeborg und Andreas Raab sind Stifter der am 12. Oktober 2013 in Dinkelsbühl in Gegenwart des Bayerischen Staatsministers des Innern Joachim Herrmann eingeweihten Stauferstele.

## Politik
Nach einer dreijährigen Zeit als Persönlicher Referent des Bürgermeisters von Korntal-Münchingen wurde er im Dezember 1980 im Alter von 25 Jahren zum jüngsten Bürgermeister Deutschlands in der Stadt Laichingen gewählt. Von 1980 bis 1984 war er parteilos. 1984 trat er in der CDU ein.
1996 ging Andreas Raab nach Beendigung seiner zweiten Amtszeit als Bürgermeister von Laichingen für zweieinhalb Jahre in die freie Wirtschaft.
Von 1999 bis zu seinem Rücktritt in Folge der Waffenaffäre 2009 war er Oberbürgermeister der Großen Kreisstadt Crailsheim. In seiner Amtszeit initiierten die Stadtwerke Crailsheim GmbH, eine hundertprozentige Tochter der Stadt Crailsheim, 2005 für 38 Millionen Euro (nach heutiger Kaufkraft 55,6 Millionen Euro) die Klärschlammverwertungsanlage (KSV) in Dinkelsbühl-Waldeck als Pilotprojekt, an der sich weitere 24 Kommunen aus Baden-Württemberg und Bayern beteiligten. Am 1. Juli 2012 wurde über das Vermögen der KSV wegen Zahlungsunfähigkeit das Insolvenzverfahren eröffnet und schließlich 2013 für nur noch 4 Millionen Euro (nach heutiger Kaufkraft 5,1 Millionen Euro) an einen privaten Investor verkauft.

## Ämter
- Mitglied im Komitee der Stauferfreunde[6]
- Vorstandsvorsitzender des Diakoniewerks Dinkelsbühl-Wassertrüdingen e. V.[7]
- Gauvorsitzender des Burgberg-Tauber-Gaus im Schwäbischen Albverein[8]
- Vorstandsmitglied (Beisitzer) im Bessarabiendeutschen Verein e. V.[9]

## Ehrungen
- Ehrenbürger von Ducey in der Normandie (1996)
- Ehrenbürger von Biłgoraj in Polen (2008)
- Verdienstmedaille des Städtetags Baden-Württemberg in Silber[1]